# Roßbach, Rottal-Inn
Roßbach là một đô thị trong huyện Rottal-Inn bang Bayern, Đức.